# Креси Куве
Креси Куве (фр. Crécy-Couvé) насеље је и општина у централној Француској у региону Центар (регион), у департману Ер и Лоар која припада префектури Дре.
По подацима из 2011. године у општини је живело 266 становника, а густина насељености је износила 40,0 становника/km². Општина се простире на површини од 6,65 km². Налази се на средњој надморској висини од 65 метара (максималној 166 m, а минималној 107 m).

## Демографија
| 1962. | 1968. | 1975. | 1982. | 1990. | 1999. | 2011. |
| ----- | ----- | ----- | ----- | ----- | ----- | ----- |
| 214   | 256   | 279   | 262   | 316   | 281   | 266   |

График промене броја становника у току последњих година